# Gabrieła Koskoska
Gabriela Koskoska, maced. Габриела Коскоска (ur. 1969) – macedońska szachistka, mistrzyni międzynarodowa od 1997 roku.

## Kariera szachowa
W 1991 r. uczestniczyła w finale indywidualnych mistrzostw Jugosławii. Po powstaniu nowego państwa macedońskiego należała do ścisłej krajowej czołówki, ośmiokrotnie (w latach 1994–2010, za każdym razem na I szachownicy) reprezentując narodowe barwy na szachowych olimpiadach oraz pięciokrotnie (w latach 1997–2009, 4 razy na I szachownicy) na drużynowych mistrzostwach Europy.
W 1996 r. podzieliła II m. w kołowym turnieju w Star Dorjan. W 1998 r. uczestniczyła w rozegranym w Dreźnie turnieju strefowym (eliminacji mistrzostw świata), zajmując w stawce 20 zawodniczek XVI–XVII miejsce. W 2005 r. zajęła III m. w Guingamp (za m.in. Mariną Makropulu), natomiast w latach 2008 i 2011 dwukrotnie zdobyła tytuły indywidualnej mistrzyni Macedonii.
Najwyższy ranking w karierze osiągnęła 1 lipca 2002 r., z wynikiem 2250 punktów zajmowała wówczas 1. miejsce wśród macedońskich szachistek.